# Bildung
Bildung (německy [ˈbɪldʊŋ], vzdělání a formace) odkazuje na německou tradici sebekultivace (v souvislosti s německými výrazy pro: tvorbu, obraz, tvar), v níž jsou filozofie a vzdělání spojeny způsobem, který odkazuje na proces osobního i kulturního zrání. Toto zrání spočívá v harmonizaci mysli a srdce jedince a ve sjednocení jeho sebepojetí a identity v rámci širší společnosti, jak dokládá literární tradice Bildungsromanu.
Proces harmonizace mysli, srdce, sebe sama a identity uskutečňuje prostřednictvím osobní transformace, která představuje výzvu pro přijatá přesvědčení jednotlivce. Vzdělávání zahrnuje formování člověka s ohledem na jeho vlastní lidskost i vrozené intelektuální schopnosti. Bildung odkazuje na proces stávání se (dospělým) který lze vztáhnout k procesu stávání se (dospělým, vyzrálým) v rámci existencialismu.